# Крингурі
Крингурі (рум. Crânguri) — село у повіті Джурджу в Румунії. Входить до складу комуни Сінгурень.
Село розташоване на відстані 27 км на південь від Бухареста, 34 км на північ від Джурджу.

## Населення
За даними перепису населення 2002 року у селі проживали 885 осіб, усі — румуни. Усі жителі села рідною мовою назвали румунську.